# Glenn Jacobs
Glenn Thomas Jacobs (Torrejón de Ardoz, Espanya, 26 d'abril de 1967), més conegut com a Kane, nom artístic i que utilitza al ring, és un lluitador professional que treballa a la World Wrestling Entertainment. Va aprendre a l'escola; "Malenko Wrestling", estava dirigida per Dean Malenko i pel seu pare, Boris.